# Мне нечего скрывать
«Мне нечего скрывать» или «мне скрывать нечего» — аргумент, предполагающий, что человек не должен иметь повода бояться или противостоять программам массовой слежки, если только он не боится, что таким образом будут раскрыты его незаконные действия. Использующий этот аргумент может полагать, что среднестатистическому человеку незачем волноваться о слежке со стороны государства, ведь ему «нечего скрывать».

## История
Самое раннее появление данного аргумента встречается в романе «Ревербератор» Генри Джеймса, 1888:
Если эти люди сделали плохие вещи, им следует стыдиться, и он не должен их жалеть, если же они не сделали ничего плохого, то не следует делать так много шума из того, что кто-то может об этом узнать.
На схожий аргумент ссылался и Эптон Синклэр в своем эссе The Profits of Religion:

Вскрывалась не только моя собственная почта, но и почта всех моих родственников и друзей — людей, проживающих в таких отдаленных друг от друга местах, как Калифорния и Флорида. Я вспоминаю безразличную улыбку правительственного чиновника, которому я пожаловался по этому поводу: «Если вам нечего скрывать, то вам нечего и бояться». Я ответил, что изучение многих трудовых дел научило меня методам агента-провокатора. Он вполне готов взять реальные доказательства, если сможет их найти; но если нет, то он уже ознакомился с делами своей жертвы и может сделать доказательства, которые будут убедительными при использовании желтой прессой.Оригинальный текст (англ.)Not merely was my own mail opened, but the mail of all my relatives and friends — people residing in places as far apart as California and Florida. I recall the bland smile of a government official to whom I complained about this matter: "If you have nothing to hide you have nothing to fear." My answer was that a study of many labor cases had taught me the methods of the agent provocateur. He is quite willing to take real evidence if he can find it; but if not, he has familiarized himself with the affairs of his victim, and can make evidence which will be convincing when exploited by the yellow press.
Лозунг «Если вам нечего скрывать, то вам нечего бояться» использовался программой внедрения систем видеонаблюдения в Великобритании.

## Критика
Эдвард Сноуден отмечал: «Заявлять, что вам не нужна приватность, если вам нечего скрывать, сродни заявлению о том, что вам не нужна свобода слова, если вам нечего сказать».